# Suellacabras
Suellacabras là một đô thị ở tỉnh Soria, Castile và León, Tây Ban Nha. Theo điều tra dân số năm 2010 của INE, đô thị này có 30 dân. Đô thị có diện tích 39,19 km2.